# 柳北区
柳北区是中国广西壮族自治区柳州市所辖的一个市辖区。总面积为301.27平方公里，區人民政府駐勝利路12-8號。

## 行政区划
柳北区下辖9个街道办事处、3个镇：
解放街道、雅儒街道、胜利街道、雀儿山街道、钢城街道、锦绣街道、白露街道、跃进街道、柳长街道、石碑坪镇、沙塘镇和长塘镇。

## 人口
根據第七次人口普查數據，截至2020年11月1日零時，柳北區常住人口為484765人。
2010年人口为42.19万人。

## 交通

### 公路
- 汕昆高速、 209国道

## 风景名胜
- 雀兒山公園